# باول ديلون
باول ديلون (بالإنجليزية: Paul Dillon)‏ (22 أكتوبر 1978 بليمريك في جمهورية أيرلندا - ) هو لاعب كرة قدم أيرلندي في مركز الدفاع. شارك مع منتخب جمهورية أيرلندا تحت 21 سنة لكرة القدم. أما مع النوادي، فقد لعب مع نادي روذرهام يونايتد وAlfreton Town F.C. ‏ وMaltby Main F.C. ‏.

## وصلات خارجية
- باول ديلون على موقع قاعدة بيانات كرة القدم.إي يو (الإنجليزية)
- باول ديلون على موقع Soccerbase.com (لاعب) (الإنجليزية)